# Світ (видавництво)
Видавництво «Світ» (повна назва — Державне підприємство «Всеукраїнське спеціалізоване видавництво „Світ“» — державне видавництво в Україні.
Видає переважно навчальну літературу для учнів і студентів. Серед випущених книг: «Історію української літератури» М. Возняка, «Імператив» Т. Салиги, «Слово Благовісту: Українська релігійна поезія» в упорядкуванні Т. Салиги, «Вибрані поезії» Кароля Войтили тощо.

## Історія
25 жовтня 1946 року було видано наказ ректора Львівського державного університету імені Івана Франка Євгена Лазаренка «Про підготовку до друку наукових видань вчених університету».
У 1963 році видавництво почало друкувати книги й інших авторів, зокрема науковців.
У кінці 1980-х років видавництву було дуже важко зберегти свій потенціал друку. Але видавництво попри всі проблеми змогло зберегти своє існування.
У 1990-х роки видавництво дуже розширилось. Почало друкувати українських письменників, дитячу літературу та патріотичні пісні. У 1990 році видавництво масово друкувало українську літературу попри всі заборони.
Після здобуття незалежності видавництво крім того, що друкувало заборонені книги та ще й створювали нові книги для шкіл та університетів.
Видавництво «Світ» співпрацювало із різними університетами та публікувало все більше і більше нових книг.
У часи війни видавництво активно друкувало наукову, художню та патріотичну українську літературу.